# Uganda International Challenge
Die Uganda International Challenge ist eine offene internationale Meisterschaft von Uganda im Badminton. Die erste Austragung fand 2023 statt. Seit 1955 gibt es bereits die Uganda International als weitere internationale Badmintonmeisterschaft von Uganda.

## Die Sieger
| Saison | Herreneinzel | Dameneinzel            | Herrendoppel                               | Damendoppel                 | Mixed                                    |
| ------ | ------------ | ---------------------- | ------------------------------------------ | --------------------------- | ---------------------------------------- |
| 2023   | Justin Hoh   | Karupathevan Letshanaa | Pongsakorn Thongkham Wongsathorn Thongkham | Trisha Hegde Khushi Thakkar | Andy Kwek Crystal Wong Jia Ying          |
| 2024   | Lê Đức Phát  | Aakarshi Kashyap       | M. R. Arjun Dhruv Kapila                   | Paula Cao Hok Lauren Lam    | Sathish Kumar Karunakaran Aadya Variyath |